# لشکر پنجاه و دوم پیاده‌نظام (لولند)
لشکر ۵۲ پیاده لولند (انگلیسی: 52nd) لشکر پیاده‌نظام کوهستانی نیروی زمینی بریتانیا بود، که در سال ۱۹۰۸ تأسیس شد و در سال ۱۹۶۸ منحل گردید.
لشکر ۵۲ پیاده‌نظام (لولند) یک لشکر پیاده‌نظام ارتش بریتانیا بود که در ابتدا به عنوان لشکر لولند در سال ۱۹۰۸ به عنوان بخشی از نیروی زمینی تشکیل شد. بعداً در سال ۱۹۱۵ به لشکر ۵۲ (لولند) تبدیل شد. لشکر ۵۲ (لولند) در جنگ جهانی اول جنگید و سپس در سال ۱۹۲۰ به همراه بقیه نیروی زمینی منحل شد.
نیروی زمینی بعداً به ارتش زمینی تغییر نام داد و این لشکر در سال‌های بین دو جنگ، دوباره به عنوان لشکر ۵۲ پیاده‌نظام (لولند) - یک لشکر پیاده‌نظام ارتش زمینی خط اول - ارتقا یافت و در طول جنگ جهانی دوم به خدمت ادامه داد.
تا دسامبر ۱۹۴۷، این لشکر با لشکر ۵۱ پیاده‌نظام (هایلند) ادغام شد و لشکرهای ۵۱/۵۲ اسکاتلند را تشکیل داد، اما تا مارس ۱۹۵۰، لشکر ۵۱ و لشکر ۵۲ به عنوان تشکیلات جداگانه‌ای بازسازی شدند. لشکر ۵۲ (لولند) سرانجام در سال ۱۹۶۸ منحل شد.